# Shawnee Hills
|  | Per a altres significats, vegeu «Shawnee Hills (comtat de Greene)». |

Shawnee Hills és una població del Comtat de Delaware a l'estat d'Ohio als Estats Units d'Amèrica.

## Demografia
Segons el cens del 2000, Shawnee Hills tenia 419 habitants, 181 habitatges, i 116 famílies. La densitat de població era de 414,8 habitants/km².
Dels 181 habitatges en un 26% hi vivien nens de menys de 18 anys, en un 52,5% hi vivien parelles casades, en un 7,2% dones solteres, i en un 35,4% no eren unitats familiars. En el 24,3% dels habitatges hi vivien persones soles el 6,1% de les quals corresponia a persones de 65 anys o més que vivien soles. El nombre mitjà de persones vivint en cada habitatge era de 2,31 i el nombre mitjà de persones que vivien en cada família era de 2,73.
Per edats la població es repartia de la següent manera: un 21,5% tenia menys de 18 anys, un 4,5% entre 18 i 24, un 34,8% entre 25 i 44, un 28,2% de 45 a 60 i un 11% 65 anys o més.
L'edat mediana era de 40 anys. Per cada 100 dones de 18 o més anys hi havia 95,8 homes.
La renda mediana per habitatge era de 52.222 $ i la renda mediana per família de 70.179 $. Els homes tenien una renda mediana de 51.250 $ mentre que les dones 32.059 $. La renda per capita de la població era de 25.266 $. Aproximadament el 5,4% de les famílies i el 7,8% de la població estaven per davall del llindar de pobresa.

## Poblacions properes
El següent diagrama mostra les poblacions més properes.